# Џирусалем (Охајо)
Џирусалем (енгл. Jerusalem) град је у америчкој савезној држави Охајо.

## Демографија
По попису из 2010. године број становника је 161, што је 9 (5,9%) становника више него 2000. године.
| Група             | 2000.        | 2010.       |
| Белци             | 152 (100,0%) | 159 (98,8%) |
| Афроамериканци    | 0 (0,0%)     | 0 (0,0%)    |
| Азијати           | 0 (0,0%)     | 0 (0,0%)    |
| Хиспаноамериканци | 0 (0,0%)     | 2 (1,2%)    |
| Укупно            | 152          | 161         |